# Roman Bury
Roman Bury (ur. 13 kwietnia 1923 w Bażanówce, zm. 23 kwietnia 2010) – żołnierz BCh i AK, podporucznik ludowego Wojska Polskiego, uczestnik walk z UPA. 

## Życiorys
Urodził się 13 kwietnia 1923 w Bażanówce w rodzinie chłopskiej Jana i Marceli. W czerwcu 1939 ukończył trzecią klasę w Państwowym Gimnazjum Męskim w Sanoku. Podczas II wojny światowej nie kontynuował nauki szkolnej. Zamieszkiwał w rodzinnej wsi. Od początku 1942 do końca 1943 służył w Batalionach Chłopskich w powiecie sanockim. Od 1942 pracował jako robotnik magazynowy w okupacyjnej firmie „Karpathen Öl”. W 1943 wstąpił do Armii Krajowej. Od 1943 był żołnierzem oddziału AK w Bażanówce, służąc w plutonie łączności. W 1944 w szeregach AK brał udział w walkach partyzanckich. Używał pseudonimu konspiracyjnego „Kania”.
Po nadejściu frontu wschodniego i wkroczeniu Armii Czerwonej do Sanoka w sierpniu 1944 podjął naukę w reaktywowanym wówczas sanockim gimnazjum zdając małą maturę. Wkrótce jednak został skierowany do służby wojskowej. W listopadzie 1944 został zakwalifikowany na podchorążego ludowego Wojska Polskiego. Na początku 1945 został skierowany do szkoły oficerskiej w Krakowie i przydzielony do 1 plutonu 13 kompanii strzeleckiej batalionu szkolnego. Walczył w obronie fortów pod Krakowem. Po kapitulacji III Rzeszy z maja 1945 został skierowany do Oficerskiej Szkoły Piechoty nr 3 w Inowrocławiu, którą ukończył z awansem na podporucznika piechoty. Następnie został odkomenderowany do Wojsk Ochrony Pogranicza i skierowany do Dowództwo Okręgu Wojskowego nr 5 w Krakowie. Tam otrzymał przydział do organizowanego w 1945 8 Oddziału Ochrony Pogranicza w Przemyślu, gdzie objął stanowisko szefa zaopatrzenia taborowo-mundurowego. Później został skierowany do formowanej w dzielnicy Olchowce miasta Sanoka 36 Komendy Odcinka Olszanica, obejmując stanowisko zastępcy komendanta do spraw zwiadu 162 strażnicy. Wiosną 1946 został dowódcą 164 strażnicy. W czasie od października 1945 do kwietnia 1947 uczestniczył w walkach o tzw. utrwalanie władzy ludowej, w tym przeciw Ukraińskiej Powstańczej Armii. Brał udział w obronie wsi Wołkowyja 14/15 lipca 1946 podczas walk obronnych przed atakami ze strony członków UPA. W szeregach WOP służył do 1947. W tym roku przeszedł do rezerwy. Ukończył kurs pedagogiczny w Krośnie. W 1947 wstąpił do PPR i został inspektorem Komisji Specjalnej do walki z nadużyciami i szkodnictwem gospodarczym. W 1948 i w 1949 był inspektorem powiatowym i wojewódzkim Delegatury Komisji Specjalnej w Rzeszowie, Oddział w Sanoku. W 1949 ponownie powołany do służby wojskowej, od maja tego roku do grudnia 1951 pełnił stanowisko zastępcy dowódcy ds. politycznych 4 Pomorskiego Pułku Czołgów Ciężkich. W 1949, 1950, 1951 kształcił się w Wyższej Szkole Oficerów Polityczno-Wychowawczych w Rembertowie. Służył w jednostce pancernej II Okręgu Wojskowego. Jako inwalida w 1951 został zdemobilizowany i przeniesiony do rezerwy. Usunięcie z WP nastąpiło po ujawnieniu jego przynależności do „wrogiego podziemia”.
Od 1952-1957 pracował w sferze handlu uspołecznionego. W 1946 był aktywny przy organizacji referendum ludowego, a w 1947 przy wyborach do I Sejmu PRL. Działał w sanockim powiatowym aktywie PPR, a potem w PZPR. W 1948 był współorganizatorem oddziału powiatowego w Sanoku Związku Uczestników Walki Zbrojnej o Niepodległość i Demokrację. Jesienią 1952 został wybrany członkiem zarządu oddziału powiatowego Związku Bojowników o Wolność i Demokrację w Sanoku, ponownie 20 października 1956, 20 marca 1957, a wkrótce potem odszedł z tej funkcji. W lutym 1957 został zrehabilitowany i przywrócony do praw członka PZPR. W tym samym roku pracował na stanowisku prezesa zarządu Gminnej Spółdzielni „Samopomoc Chłopska” w Komańczy i pozostawał na tej posadzie na początku lat 70.. Pod koniec lat 70. pracował w Wojewódzkiej Spółdzielni Ogrodniczo-Pszczelarskiej, Oddział Sanok. Był wieloletnim ławnikiem Sądu Wojewódzkiego w Rzeszowie oraz współpracownikiem Radia i Telewizji.
Był autorem wspomnień pt. Z lat wojskowej służby (1945–1947), wydanych w tomie VI „Rocznika Sanockiego” (1988) oraz pt. Żydzi w mojej pamięci, oraz publikacji pt. Lotniska w krośnieńskiem 1939-1945 (1998) i pt. Powiat sanocki w latach 1939-1945 (wrzesień 1999).

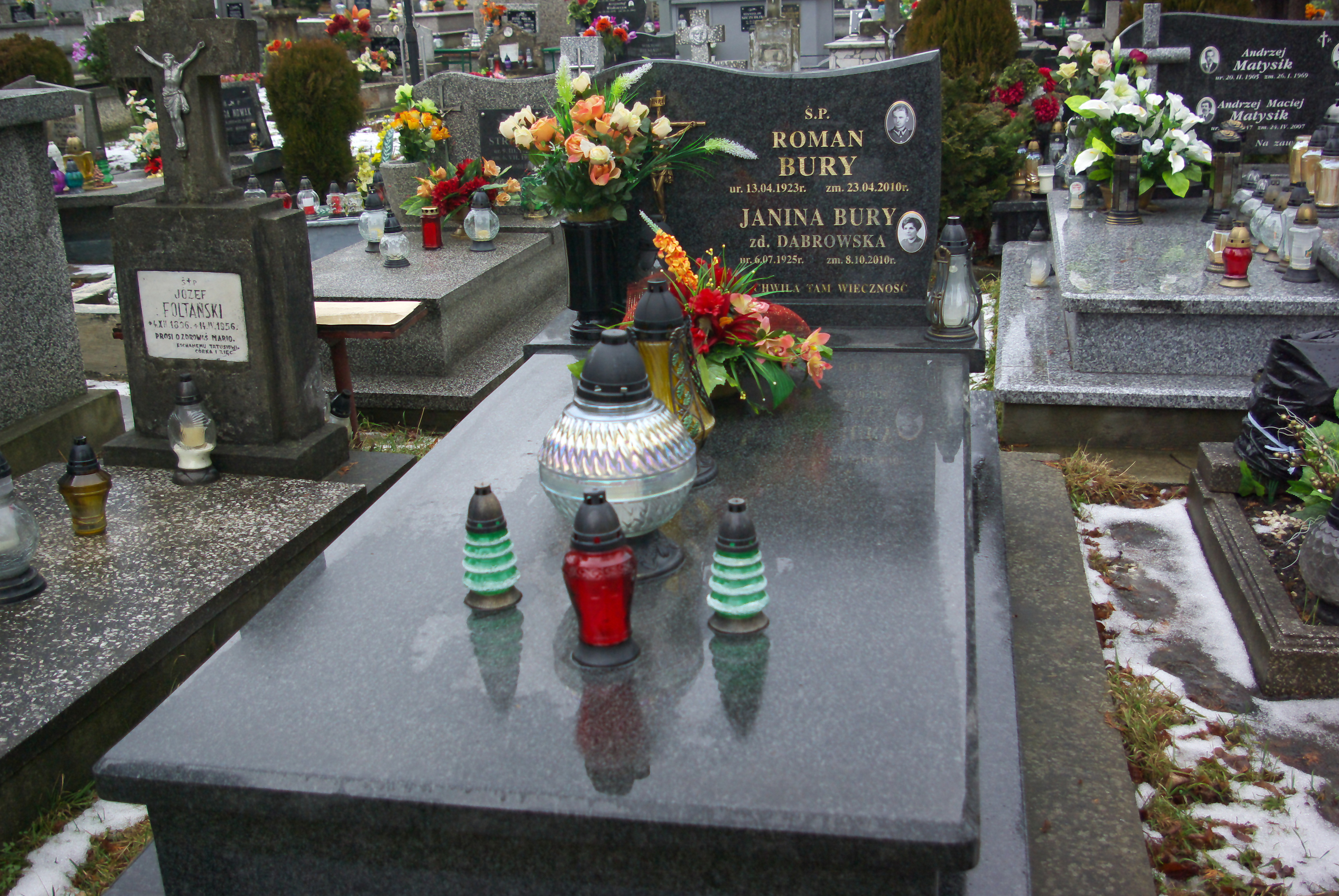
Nagrobek Romana i Janiny Burych

Roman Bury zmarł 23 kwietnia 2010. Jego żoną była Janina z domu Dąbrowska (ur. 1925, zm. 8 października 2010). Oboje zostali pochowani na cmentarzu przy ul. Rymanowskiej w Sanoku.

## Odznaczenia
- Krzyż Kawalerski Orderu Odrodzenia Polski (1979)[33][34].
- Krzyż Walecznych (1946)[35]
- Srebrny Krzyż Zasługi (1957)[36]
- Brązowy Krzyż Zasługi (1964)[36]
- Srebrny Medal „Zasłużonym na Polu Chwały” (1946)[35]
- Medal Zwycięstwa i Wolności 1945 (1974)[37]
- Odznaka Grunwaldzka[12]